# Erik Brännström
Erik Brännström, född 2 september 1999 i Nässjö, är en svensk professionell ishockeyspelare som spelar för NHL-laget Ottawa Senators och har spelat för deras farmarlag Belleville Senators i AHL. 
Han har tidigare spelat för Chicago Wolves i AHL och HV71 i SHL, J20 SuperElit och J18 Allsvenskan. 
Hans moderklubb är Nässjö HC.

## Spelarkarriär

### NHL

#### Vegas Golden Knights
I NHL-draften 2017 blev Brännström den förste svensk någonsin som draftades av laget Vegas Golden Knights.
Han skrev på sitt treåriga entry level-kontrakt, värt 4,125 miljoner dollar, med Golden Knights den 15 juli 2017.

#### Ottawa Senators
Den 25 februari 2019 tradades han, tillsammans med Oscar Lindberg och ett draftval i andra rundan 2020, till Ottawa Senators i utbyte mot Mark Stone och Tobias Lindberg.

## Privatliv
Erik Brännström är son till den forne ishockeyspelaren Niklas Brännström samt yngre bror till ishockeyspelaren Isac Brännström, som spelar för HV71.